# Kipsigis (Ethnie)

Kipsigis leben hauptsächlich im Kericho County in Kenya

Kipsigis-Männer verteidigen ihr Revier bei Zusammenstößen zwischen Kipsigis und Maassai

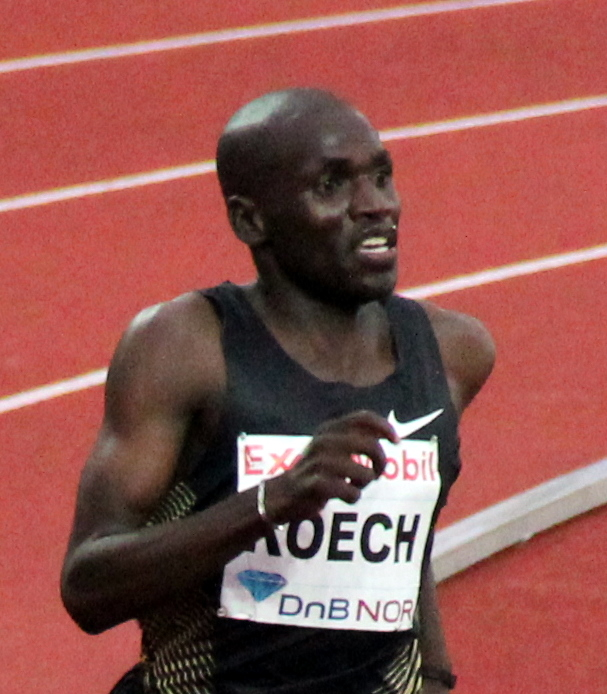
Paul Kipsiele Koech bei den Bislett Games, 2011

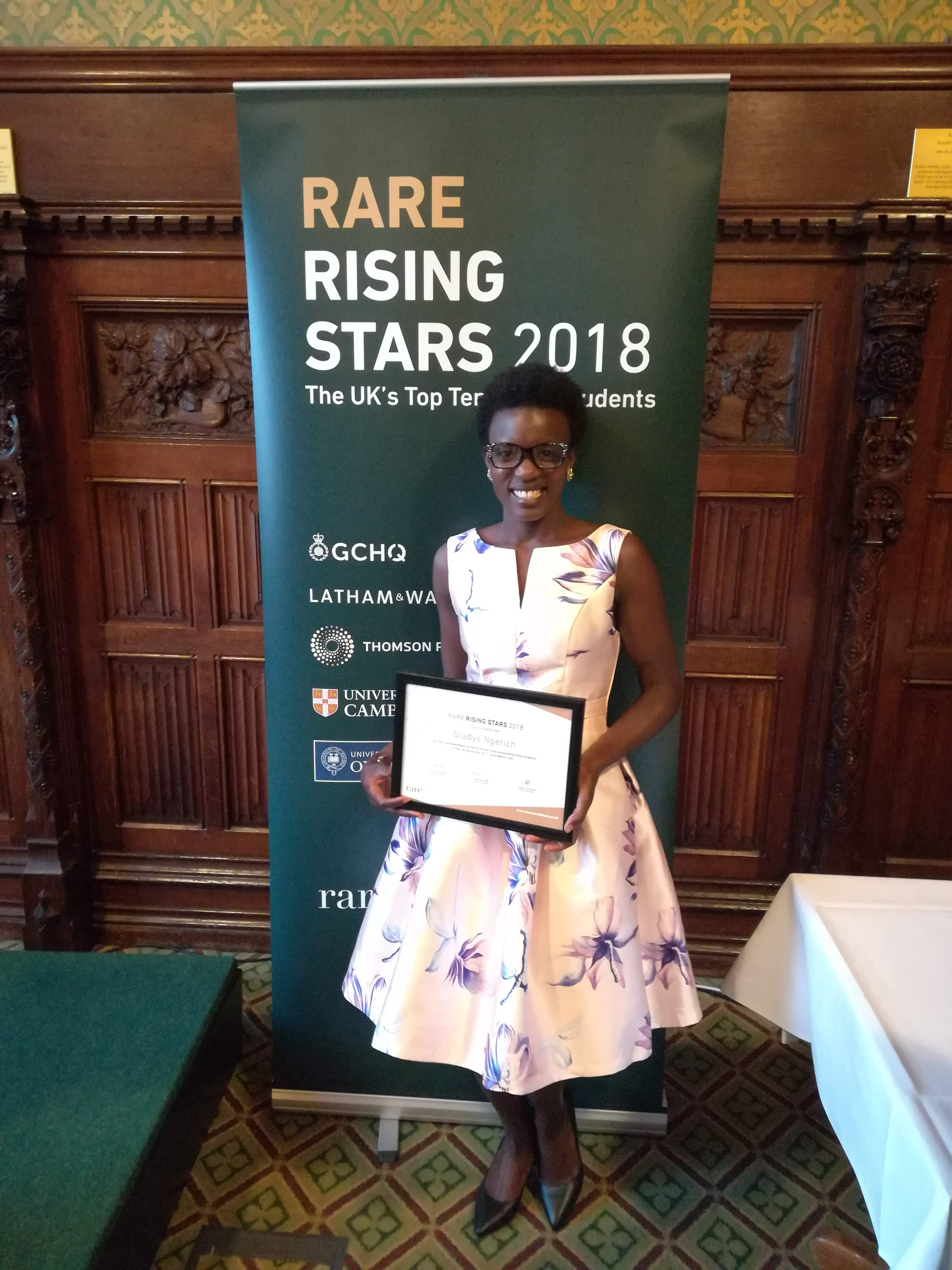
Gladys Chepkirui Ngetich bei den Rare Rising Stars Awards 2018. Diese Ingenieurin mit Kipsigis-Herkunft promovierte an der Universität Oxford in Luft- und Raumfahrttechnik.

Die Kipsigis (auch Kipsigi, von den Maasai auch Lumbwa oder Walumbwa genannt) sind eine Niloten-Gruppe, die in Kenia lebt. Traditionell betrieben sie Viehzucht, sind aber heute für den Anbau von Tee bekannt. Sie sind die bevölkerungsreichste und die am südlichsten lebende Untergruppe der Kalenjin, was seit der Mitte des 20. Jahrhunderts eine Sammelbezeichnung für eine Reihe von nilotischsprachige Gruppen im westlichen Kenia ist. Sie sprechen Kipsigis, einen Kalenjin-Dialekt. Die Kipsigis bewohnen einen Teil des Hochlands im Südwesten Kenias im Kericho County.

## Siedlungsraum
Dieses Hochland besteht aus steilen Bergrücken, die von zahlreichen Flüssen und Bächen durchzogen sind und allmählich in sanfte Hügel und Grasland übergehen. Die Höhenlage erreicht im östlichen Teil fast 2.100 Meter und im übrigen Gebiet etwa 1.450 Meter. Die meisten Niederschläge fallen während der zwei Regenzeiten. Die überwiegende Mehrheit dieser Bevölkerung lebt im Distrikt Kericho, einem Gebiet von 4.909 Quadratkilometern. Nur wenige Kipsigis entscheiden sich für ein Leben in den Marktstädten und Verwaltungszentren des Distrikts. Junge Männer und immer häufiger auch junge Frauen verlassen jedoch den Distrikt, um Bildungs- und Beschäftigungsmöglichkeiten in anderen Teilen Kenias zu nutzen.
Die Mehrheit der Kipsigis wohnt im Kericho Distrikt in der Provinz Rift Valley, jedoch bewohnen Kipsigis auch Teile des Laikipia County, Kitale, Nakuru, Narok, Eldoret und Nandi-Hills.

## Sprache
Kipsigis ist eine tonale Sprache. Sie gehört zum ostsudanesischen Zweig der nilo-saharischen Sprachfamilie. Die Sprache der Nandi ist am ehesten sprachlich verwandt. Nach Angaben von Ethnologen gab es 2007 etwa 471.000 Kipsigis-Sprecher, wobei die Zahl der Sprecher steigt. Die meisten von ihnen leben in der Provinz Rift Valley in Kenia.

## Demografie
Die jüngsten kenianischen Volkszählungsdaten weisen die Kipsigis nicht als separate Bevölkerungsgruppe aus. Daher ist eine genaue Bevölkerungszahl für die Kipsigis nicht verfügbar. Geschätzt wird eine Bevölkerung von nicht weniger als 600.000, was mindestens eine Verdreifachung seit 1962 bedeutet. Die Bevölkerungsdichte auf dem Lande liegt zwischen 80 und 150 Einwohnern pro Quadratkilometer.
Im Jahr 1937 wurde die Bevölkerung der Kipsigis in Kenia auf schätzungsweise 80.000 Kipsigis geschätzt, während ihre Anzahl bis 1979 auf etwa 300.000 angestiegen war. Im Jahr 1985 lebten allein im Distrikt Kericho etwa 815.000 Kipsigis und in den 1990er Jahren machten die Kipsigis 85 % der Gesamtbevölkerung des Kericho-Distrikts aus.

## Ursprungsmythos und Migration in das Gebiet des heutigen Siedlungsraums
Historiker und Linguisten sind sich einig, dass die Flachland- und Hochland-Niloten kurz vor Beginn der christlichen Ära aus einer Region nahe der südlichen Grenze Äthiopiens und des Sudans eingewandert sind und sich kurz danach in getrennte Gemeinschaften aufgespalten haben. Nach dem Ursprungsmythos der Kalenjin waren die Nandi ursprünglich Teil der Kipsigis und lebten in Rongai in der Nähe von Nakuru. Aufgrund von Dürre und der Invasion der Maassai in das Gebiet wanderten sie aus. Während der Migration teilte sich die Gruppe in zwei Gruppen; die Kipsigis zogen nach Süden in Richtung Kericho, während die Nandi sich in Aldai niederließen und heute als Bauern und Viehzüchter im Nandi County leben. Die Kipsigis tradieren in ähnlicher Weise, dass sowohl sie als auch die Nandi von einem Ort namens „To“ stammen, den einige von ihnen in der Nähe des Baringo-Sees lokalisieren. Im Zuge ihrer Wanderung nach Süden, irgendwann zwischen dem siebzehnten und frühen neunzehnten Jahrhundert, trennten sich die Kipsigis und die Nandi. Heute sind die Nandi deren unmittelbaren Nachbarn im Norden.

### Spannungsreiche Beziehungen zu den Luo, Kissi und Maasai
Als die Kipsigis weiter nach Süden vordrangen, verdrängten sie die Luo, Kisii und Maasai, deren Nachkommen heute ihre Nachbarn im Westen und Süden sind. Die Kipsigis nannten diese Völker einst puniik, was „Feinde“ oder „Fremde“ bedeutet, obwohl die Beziehungen zu diesen Völkern nie völlig feindlich waren. Die Beziehungen zu den Maasai waren oft durch einen erbitterten Wettbewerb um Weideland gekennzeichnet und sind auch heute noch von Spannungen geprägt. Trotz gegenseitiger Viehdiebstähle heirateten Kipsigis und Massai aber auch untereinander und adoptierten gelegentlich die Kinder des jeweils anderen. Die ethnischen Abgrenzungen zwischen den Kipsigis und ihren Nachbarn vor der Einführung der Kolonialverwaltung scheinen durchlässig und fließend gewesen zu sein.

## Geschichte

### Vor der britischen Kolonisierung

Historisches Foto: Kipsigis-Krieger, Tanganyika, 1954

Als Reaktion auf die Maasai-Expansion übernahmen die Kipsigis wie auch die Nandi von den Maasai einige der Merkmale, die sie danach von den anderen Kalenjin unterscheiden. Zum einen ist das die weitreichende wirtschaftliche Abhängigkeit von der Viehzucht, zum zweiten die Art der militärischen Organisation, die aggressive Viehdiebstähle miteinschließt sowie zum dritten eine zentralisierte religiös-politische Führung. Die Familie, die sowohl bei den Nandi als auch bei den Kipsigi das Amt des Orkoiyot (andere Schreibweise: Orkoyot, Plural: Orkoiik, andere Schreibweise: Orkoigik) etablierte, waren Maasai-Einwanderer des 19. Jahrhunderts. Um 1800 expandierten sowohl die Nandi als auch die Kipsigi auf Kosten der Maasai. Dieser Prozess wurde 1905 durch die Auferlegung der britischen Kolonialherrschaft gestoppt.
Vor der britischen Kolonisierung waren die Kipsigis sesshafte Viehzüchter, die manchmal auch Landwirtschaft betrieben.
Ihre Siedlungen waren mehr oder weniger gleichmäßig verteilt und nicht in Dörfern gruppiert. Wie andere nilotische Völker waren auch sie bekannte Krieger.
Sie lebten im Hügelland nordöstlich des Victoriasees. Sie lebten nicht in Dörfern, sondern auf Gehöfte verteilt, deren Männer sich bezirksweise zusammenschlossen, z. B. um Raubzüge gegen die Viehbestände ihrer Nachbarn durchzuführen. Die Kipsigis und die Nandi überfielen andere Kalenjin sowie die Maasai, Gusii, Luyia und Luo. Der oberste spirituelle und politische Führer der Kipsigis wurde wie auch bei den Nandi als Orkoiyot bezeichnet. Er wurde bei Entscheidungen über die Sicherheit, insbesondere bei der Kriegsführung, zu Rate gezogen.

### Kolonialzeit, das Sotik-Massaker und Vertreibungen
Aufgrund ihrer Vorliebe für Rinder überfielen die Kipsigis häufig alle benachbarten Gemeinschaften, mit Ausnahme der Nandi, um Rinder zu erbeuten. Dies führte zu wiederholten Konflikten und Kriegen mit ihren Nachbarn. Überfälle und Gegenüberfälle zwischen den Kipsigis und ihren Nachbarn waren somit zu Beginn der Kolonialherrschaft an der Tagesordnung. Nach der Ankunft der Briten zu Beginn des zwanzigsten Jahrhunderts schlossen sich die Kipsigis mit den Nandi zusammen, um gegen den Bau der Kenia-Uganda-Eisenbahn und dessen Folgen zu kämpfen. Diese Bahn verbindet Mombasa mit Kasese und führt durch das Gebiet, in dem die Nandi und die Kipsigis damals ansässig waren.
Nach der Ermordung des Nandi-Orkoiyot Koitalel Arap Samoei (Jahrgang 1860) und dessen Beratergruppe durch Richard Meinertzhagen im Jahr 1905 bei einer Waffenstillstandsverhandlung war der Widerstand der Nandi und der Kipsigis gebrochen. Die Briten terrorisierten nach der Ermordung dieses wichtigsten spirituellen und militärischen Führers der Nandi, dessen Kopf und Finger sie nach England geschickt hatten, die Kipsigis und Nandi weiterhin. Sie vertrieben sie von ihrem Land und schickten sie in Gebiete, die für menschliche Besiedlung ungeeignet waren. Beim Sotik-Massakker (der frühere Distrikt Sotik liegt im heutigen Bomet County) töteten britische Soldaten der Kolonialregierung unter der Leitung von Major Richard Pope-Hennessey 1.800 Männer, Frauen und Kinder der Kipsigis-Gemeinschaft, weil sich Mitglieder der Kipsigis-Gemeinschaft geweigert hatten, Rinder zu übergeben, die angeblich von den im heutigen Narok County ansässigen Maasai gestohlen worden waren.
Die britische Kolonialherrschaft veränderte die Gesellschaft der Kipsigis radikal. Weiße Siedler übernahmen fast die Hälfte des Landes der Kipsigis.
Die britische Politikerin und Parlamentsangehörige Claudia Webbe (Jahrgang 1965) bezeichnete das Sotik-Massaker als eine der schmutzigsten Geschichten des britischen Empire. Sie verwies auf die erfolgreiche Beschwerde der Regierung des Kericho County im Jahr 2018 beim Sonderberichterstatter der Vereinten Nationen in Genf, in der behauptet wurde, dass damals etwa 90.000 Hektar Land an weiße Siedler vergeben wurden. Dabei wurden Berichten zufolge rund 115.000 Menschen gewaltsam von ihrem angestammten Land nach Gwassi im heutigen Suba Distrikt vertrieben, wo Tausende von Menschen aufgrund der rauen Umwelt, Krankheiten und Unterernährung starben. „Es hat nie irgendeine Form der Entschuldigung gegeben, und es wurde nie eine Wiedergutmachung für diesen historischen Genozid angeboten. Es gibt eine kollektive britische Amnesie für diese Gräueltat“, so Webbe. Douglas Kiereni schrieb 2022 in Business Daily Africa: „Das Sotik-Massaker und die Ermordung von Koitalel standen in direktem Zusammenhang mit der Ausweisung von Sotik für die europäische Besiedlung und dem kolonialen System der Zwangsarbeit, der Strafsteuern für Afrikaner sowie der wirtschaftlichen und rassischen Segregation. Es ist unaufrichtig zu behaupten, dass es sich um eine Pufferzone handelte, um die sich bekriegenden afrikanischen Stämme auseinander zu halten.“
Auch nach dem Ersten Weltkrieg und dem Zweiten Weltkrieg erfolgten Enteignungen, von denen hauptsächlich Kipsigis und Nandi betroffen waren.

#### 1950er und 1960er Jahre
In den 1950er Jahren, insbesondere im Jahr 1954, führte die britische Kolonialregierung in Kenia eine Operation namens "Ball and Chain" durch, bei der Kipsigis, die Kikuyu, Kisii, Embu und Meru zwangsumgesiedelt wurden.
Kipsigis und Nandi erhielten schon 1954 individuelle Landtitel und verfügten aufgrund ihrer historisch niedrigen Bevölkerungsdichte über einen für afrikanische Verhältnisse großen Grundbesitz. Mit dem Herannahen der Unabhängigkeit (1964) wurden wirtschaftliche Entwicklungsprogramme gefördert, und viele Kalenjin aus dichter besiedelten Gebieten ließen sich auf Farmen bei Kitale nieder, die im ehedem von Weißen besiedelten Hochland, zu jener Zeit White Highlands genannt, liegen.

## Lebensweise

### Siedlungen
Das Land der Kipsigis ist ein Flickenteppich aus zusammenhängenden kleinen Bauernhöfen, die zwischen weniger als 1 und mehr als 12 Hektar groß sind. Die meisten Familien leben auf Farmen mit einer Größe zwischen 3 und 6 Hektar. Diese Farmen sind in Gemeinschaften zusammengefasst, die kokwotinwek (Singular: kokwet) genannt werden. Es handelt sich dabei nicht um zusammenhängende Dörfer, jemand, der mit einem bestimmten kokwet nicht vertraut ist, vermag daher dessen Grenzen nicht ohne weiteres zu erkennen, obwohl bestimmte Merkmale – wie Straßen, Flüsse oder Sümpfe – ein kokwet oft vom nächsten trennen.

### Häuser
Die meisten Häuser der Kipsigis sind aus Lehm und Flechtwerk gebaut; einige wohlhabende Bauern bauen jetzt jedoch Steinhäuser, die verschiedene Merkmale europäischen Designs aufweisen.

### Wirtschaft
Obwohl die Kipsigis seit jeher eine Reihe von Nahrungsmitteln anbauen, werden sie allgemein oft automatisch als „Viehzüchter“ bezeichnet. Nahezu jeder erwachsene Mann besitzt auch heute mindestens eine Kuh. Milch ist ein beliebtes Nahrungsmittel. Das Vieh, zu dem auch Ziegen und Schafe gehören, stellt auch eine besondere Form des Wertes dar, da es nach wie vor ein wichtiger Bestandteil der Zahlungen für den Brautpreis ist. Dennoch ist die Viehhaltung nur ein Bestandteil einer gemischten Landwirtschaft. Wie andere landwirtschaftliche Tätigkeiten werden auch die Entscheidungen über das Herdenmanagement stark von Marktfaktoren und Bargeldbedarf beeinflusst. Es gibt einen wachsenden Markt für Milch, die über Genossenschaften an die staatliche Molkerei verkauft wird, und einen regen Handel mit Vieh auf den wöchentlichen Viehmärkten. Mais hat Hirse und Sorghum als Grundnahrungsmittel weitgehend verdrängt, obwohl letztere oft auf kleinen Parzellen für den Eigenbedarf angebaut werden. Dort wird auch eine Vielzahl von Gemüsesorten angebaut.

#### Teeanbau

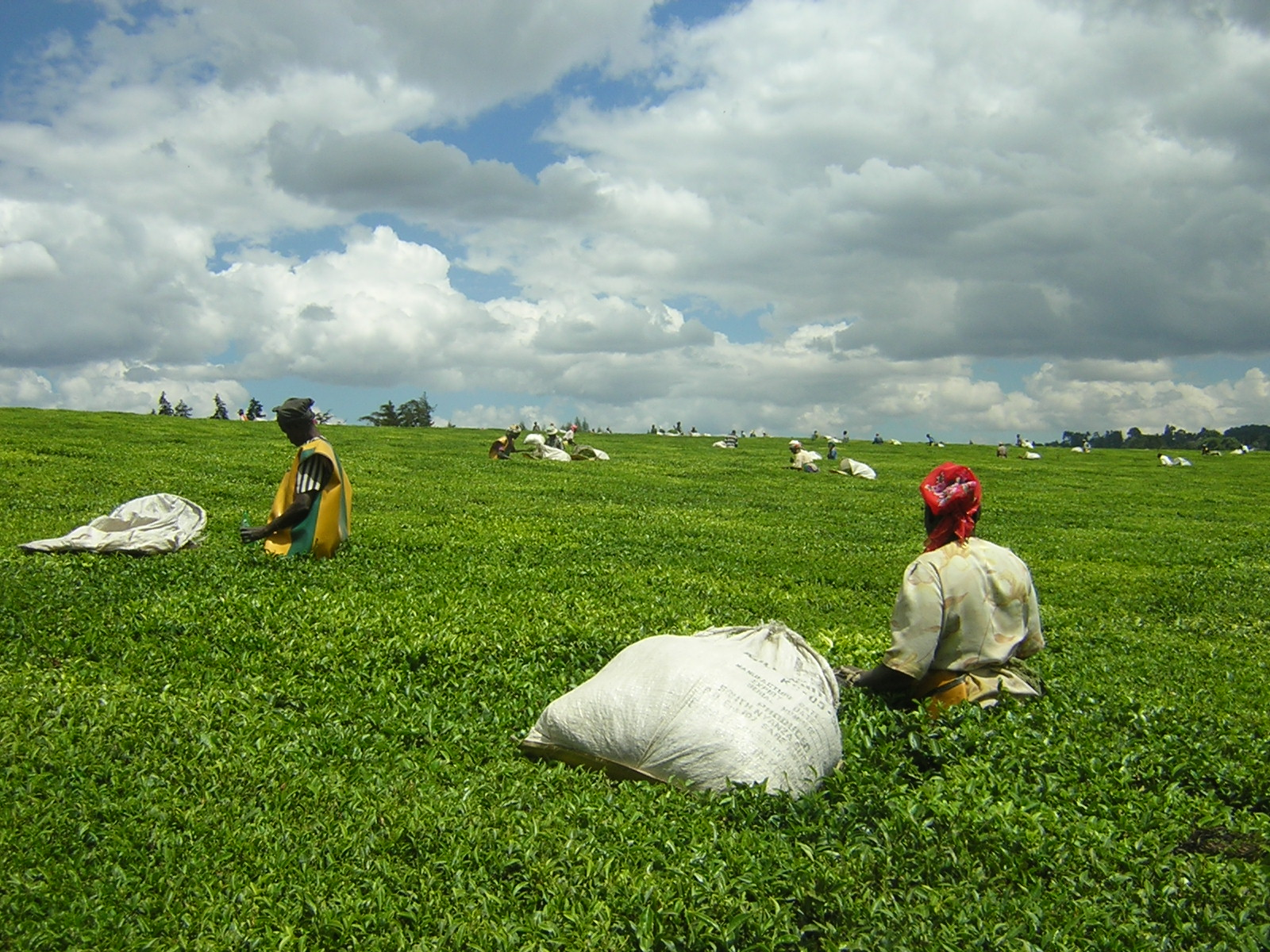
Teepflückerinnen bei Kericho

In höheren Lagen, wo die Bodenbedingungen und die Niederschläge günstig sind, bauen die meisten Bauern Tee auf Parzellen an, die im Allgemeinen zwischen 0,2 und 2,4 Hektar groß sind. Die grünen Blätter werden das ganze Jahr über gepflückt und an staatliche Fabriken verkauft, wo sie weiterverarbeitet werden. Selber trinken Kipsigis in der Regel jedoch auch gerne Tee.

#### Kunsthandwerk

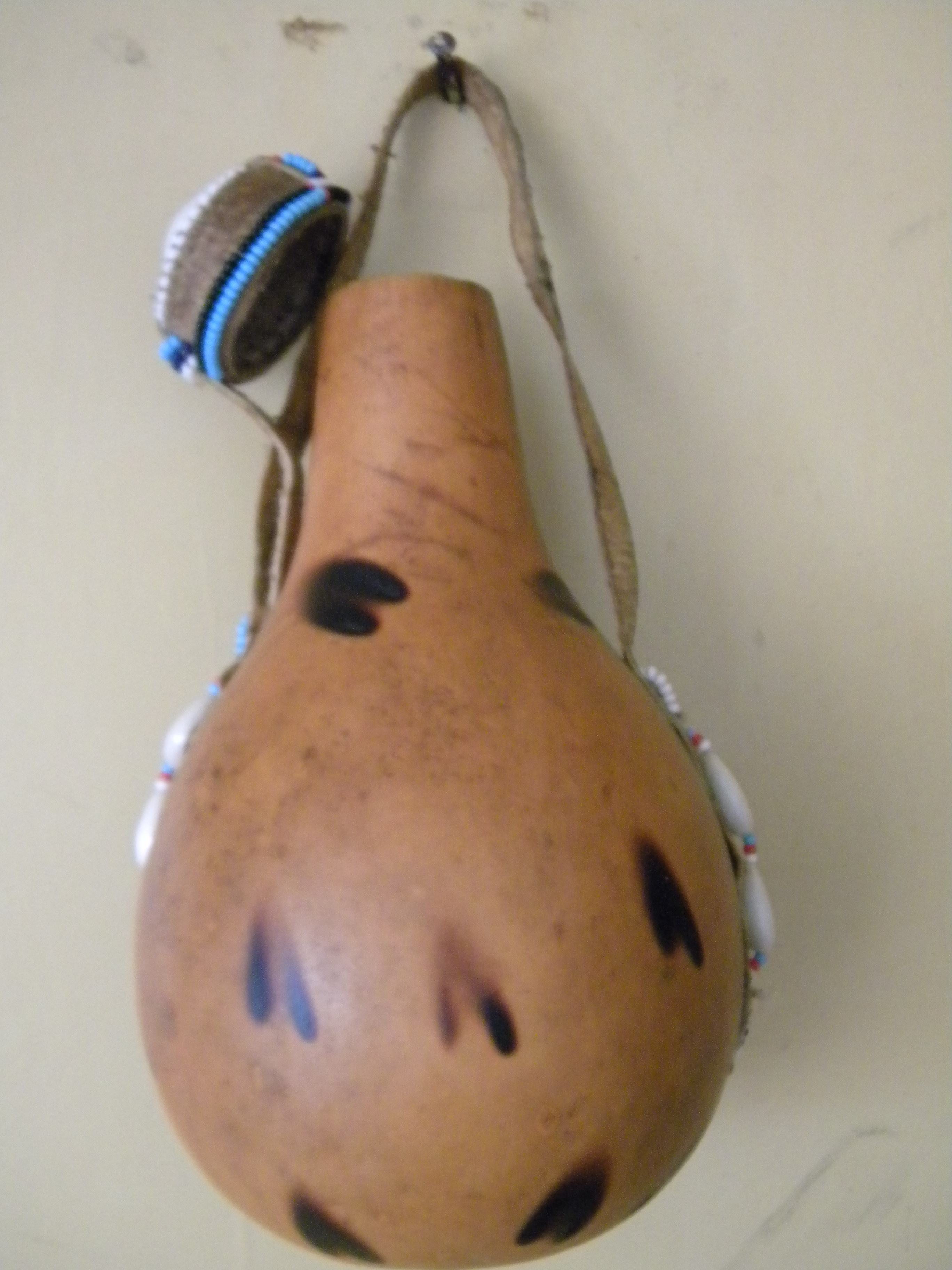
Verzierter Kürbis, der als traditioneller Milchbehälter dient, von Kipsigis gemacht, 2010

Viele Kipsigis sind Gerber und Lederarbeiter. Einige Frauen fertigen traditionelle kunstvoll geflochtene Lebensmittelkörbe und verzieren Kürbisse, die als Milchbehälter dienen.

#### Viehdiebstahl
Viehdiebstahl, eine einst beliebte Beschäftigung der Kipsigis-Krieger, wird nicht mehr geduldet.

### Traditionelle Sozialstruktur

#### Clans
Die Kipsigis haben mehr als 200 exogame patrilineare Clans als Abstammungsgruppen. Diese Clans haben einen eher diffusen Gemeinschaftscharakter. Von den Clanmitgliedern wird erwartet, dass sie Mordzahlungen leisten, wenn einer der ihren für einen Todesfall verantwortlich gemacht wird.

#### Polygamie
Die Kipsigis sind traditionell polygam. Der Anteil der Polygamie ist jedoch möglicherweise rückläufig, da sich die Menschen an die strukturellen Veränderungen in der lokalen Wirtschaft und anderswo anpassen. Die christlichen Vorschriften gegen Polygamie beeinflussen auch die Heiratsmuster vieler Kipsigis. Zu den Brautgeldzahlungen gehören Vieh und Bargeld. Nach Ansicht der Kipsigis ist es am besten, wenn die Ehefrauen weit voneinander entfernt leben, jedoch machen die steigenden Kosten und die Knappheit von Land solche Vereinbarungen für die meisten unpraktikabel. Von den Männern wird erwartet, dass sie jedem Haus Vieh zur Verfügung stellen, so dass jede Frau Kühe hat, um ihre Kinder zu ernähren.

### Heutige politische Organisation in denkokwotinwek
Die Kipsigis legen großen Wert auf persönliche Autonomie und mischen sich nur ungern in die Angelegenheiten der anderen ein. Cliquen und politische Fraktionen sind instabil. Das wichtigste Forum für die politische Beteiligung ist der Rat der kokwet, der sich aus allen erwachsenen Männern der kokwet zusammensetzt. Diese Männer ernennen einen „Dorfältesten“, der als Verbindungsmann zum lokalen Unterhäuptling dient. Dieser Unterhäuptling („subchief“) wird von der kenianischen Regierung ernannt. Der Unterhäuptling oder der örtliche Häuptling kann eine kokwet-Sitzung einberufen, um die Politik der Regierung zu vermitteln.

## Sonstiges Brauchtum

### Zeremonien
Die Kipsigis veranstalten Zeremonien zur Begrüßung einer frischgebackenen Mutter und ihres neugeborenen Kindes sowie zur Feier der Fertigstellung eines neuen Hauses. Heiratszeremonien sind zu aufwendigen Angelegenheiten geworden, insbesondere in christlichen Familien. Während der ersten und letzten Stufe der Initiation finden fröhliche und manchmal auch lärmende öffentliche Zeremonien statt.

### Beschneidung von Jungen und Mädchen

#### Früher
Die Initiation von Heranwachsenden bestand traditionell in der Beschneidung von Jungen und der Klitoridektomie von Mädchen sowie Unterweisung für beide. Sie ist ein zentrales Merkmal des Lebens und der ethnischen Identität der Kalenjin. Heranwachsenden wurde eine gewisse Zeitspanne zugestanden, in der sie sich dem Werben und sexuellen Spiel hingeben können – für Mädchen vor der Initiation und für Jungen danach. Mädchen heirateten direkt nach der Initiation, Jungen wurden zu Kriegern.

#### Heute
Kurz nach der Pubertät werden Jungen und Mädchen getrennt voneinander initiiert, was mit einer einmonatigen Pause im Schulkalender zusammenfällt. Jungen werden beschnitten, und bei Mädchen werden Teile der Klitoris und der Schamlippen entfernt. Von Jungen wird von nun an erwartet, dass sie sich von ihren Müttern und Schwestern fernhalten, die sie ihrerseits mit Respekt behandeln. Die Mädchen kehren von der Initiation mit der Erwartung zurück, dass sie bald verheiratet werden, eine Situation, die heutzutage oft durch ihre fortgesetzte Ausbildung verhindert wird. Kipsigis, die bestimmten protestantischen Sekten angehören, schicken ihre Töchter nicht zur Initiation; einige entwickeln eine "christliche" Version der Initiation für ihre Söhne.

## Religionen
Viele Kipsigis sind Christen.
Anhänger einer traditionellen Religion glaubten und glauben an einen wachsamen, aber fernen Gott, dessen wichtigste Erscheinung die Sonne ist. Die Kipsigis führen persönliches Unglück häufig auf Verfehlungen zurück, die sie selbst oder einer ihrer nahen Verwandten, insbesondere ein Elternteil, begangen haben.
Die Kipsigis verehrten ihre Ahnengeister (oik) und die Magie. Sie glaubten, dass die Geister der Verstorbenen sich entweder in Hyänen verwandeln oder unter die Erde gehen konnten, von wo aus sie wieder auftauchten, um die Lebenden zu quälen.
Der Orkoiyot, ein spiritueller und militärischer Führer, wurde in früherer Zeit traditionell als übergeordneter Anführer anerkannt.

## Langstreckenläufer

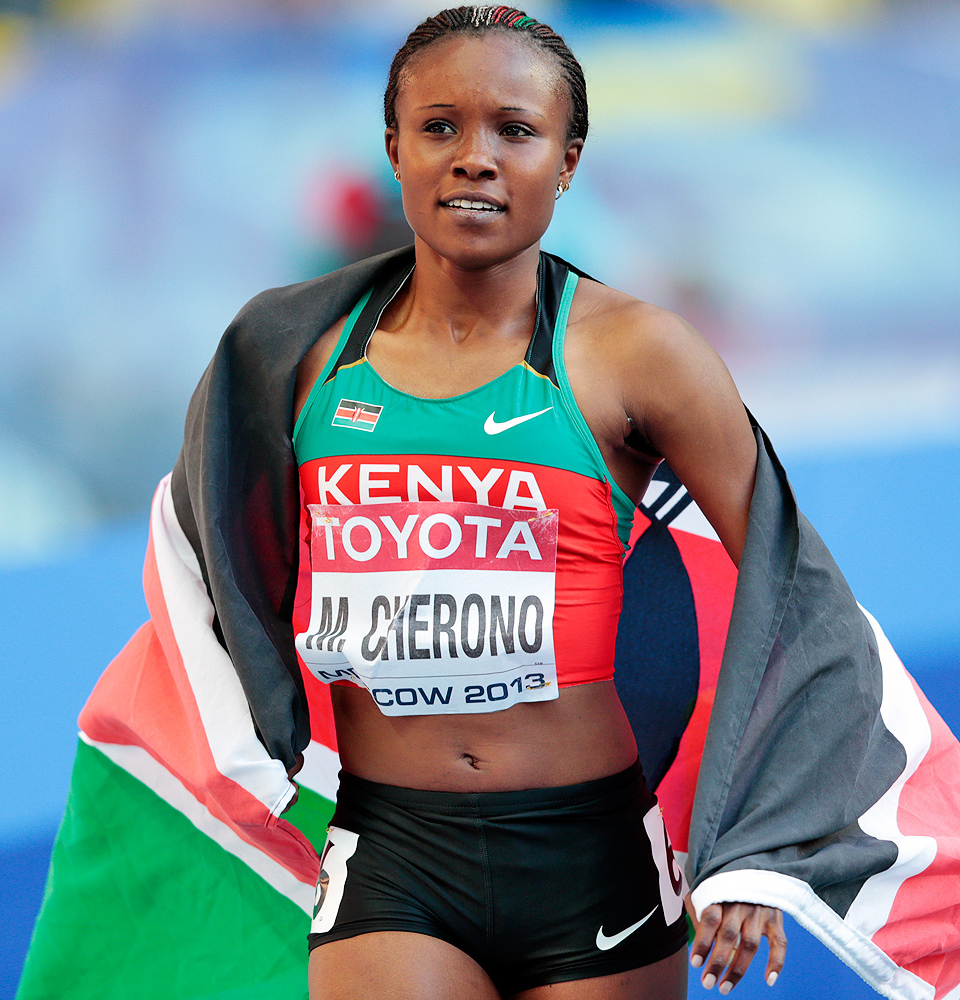
Mercy Cherono bei den 14. IAAF Leichtathletik-Weltmeisterschaften, 2013

Insbesondere kenianische Kalenjin-Langstreckenläufer, viele davon Kipsigis, fallen durch sportliche Erfolge bei Distanzen ab 800-Meter-Läufen bei großen Leichtathletik-Weltmeisterschaften auf.

## Bekannte Kipsigis

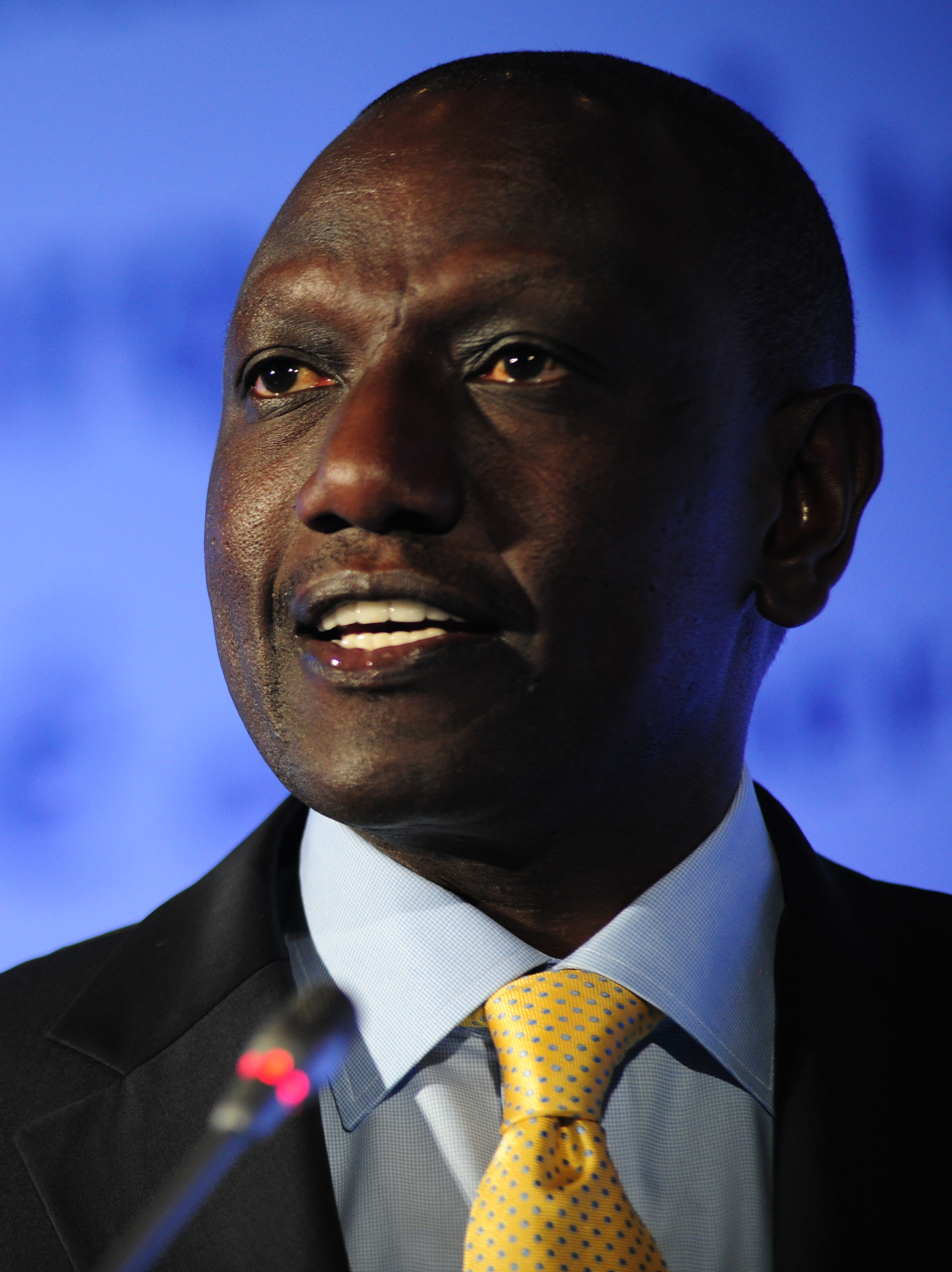
William Ruto

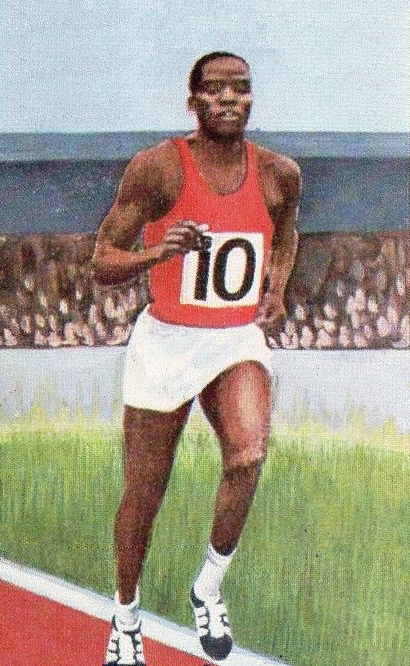
Wilson Kiprugut, 1968

Bekannte Kipsigis sind der gegenwärtige kenianische Präsident William Samoei Kipchirchir Ruto, die Sportlerin Mercy Cherono und die Sportler Paul Kipsiele Koech und Wilson Kiprugut. William Ruto stammt von Kipsigis ab und gehört dem Komosi-Clan an. Er hat verschiedene Ministerämter bekleidet und war unter der Präsidentschaft von Uhuru Kenyatta stellvertretender Präsident von Kenia. Im August 2022 wurde William Ruto zum Sieger der kenianischen Parlamentswahlen 2022 erklärt. Nach einem Einspruch des unterlegenen Kandidaten Raila Odinga wurde Rutos Sieg bestätigt. William Ruto wurde im September 2022 als fünfter Präsident der Republik Kenia in sein Amt eingeführt und ist derzeit der amtierende Präsident.

## Ethnische Konflikte

### Kipsigis-Maasai-Konflikt
Die immer wiederkehrenden Kämpfe zwischen den Kipsigis und den Maasai-Gemeinschaften im Narok County reichen bis in die 1980er Jahre zurück. Zum einen wird für diese kriegerischen Auseinandersetzungen die Politik verantwortlich gemacht, zum anderen werden Landfragen als Hauptursache für den Konflikt angeführt. Die Maasai beschuldigen die Kipigis, in ihr Gebiet eingedrungen zu sein und sich ihr Land angeeignet zu haben. Während die dort lebenden Kipsigis mit ihrem Aufenthalt im Narok County zufrieden sind, sind die Maasai damit unzufrieden und reagieren verbittert.

#### Hintergrund
Das Narok County ist die traditionelle Heimat der Maasai. Kipsigis sind im Laufe der Jahre auf der Suche nach Land in dieses Gebiet eingewandert. In der ersten Hälfte der 1980er-Jahre half der Maasai-Oberhäuptling Lerionka ole Ntutu den Kipsigis dabei, im Rahmen eines Registrierungsprozesses Landparzellen im südlichen Teil des Narok County (Narok South) zu erhalten. Danach hörten die meisten Viehdiebstähle auf, jedoch blieben Feindseligkeiten bestehen. Für die meisten Ländereien, die an den Mau-Wald grenzen und den Kipsigis gehören, gibt es keine Eigentumsurkunden. Als der kenianische Präsident Daniel arap Moi dies als großes Problem erkannte, traf er sich mit Maasai-Führern. Daniel arap Moi entstammt der Ethnie der Tugen. Einige Führer der Tugen, die wie die Kipsigis den Kalenjin zugeordnet werden, erhielten daraufhin Land, das als Pufferzone zwischen den beiden verfeindeten Gruppen Kipsigis und Maasai dienen sollte. Moi sagte, dass die Maasai bei Führungspositionen im südlichen Bereich des Narok County dominieren sollten. Er begründete dies damit: „Wenn du bei einem Freund eingeladen bist und er dir Fleisch zum Essen anbietet, musst du nicht alles essen. Einen Teil überlässt man dem Gastgeber“.
Die Kipsigis kontrollieren nun riesige Landstriche und die Maasai empfinden dies als Demütigung. Außerdem kommt ab und zu immer noch Viehdiebstahl vor und entfacht oftmals Kämpfe zwischen Kipsigis und Maasai. Im Jahr 2004 begannen die Kämpfe wieder. Auch bei Wahlen und Wahlkämpfen spielt dieser Konflikt hinein. Der ehemalige Abgeordnete von Narok South, Nkoidilia ole Langa, schlug im Jahr 2010 während der von früheren Minister Andrew Ligale geleiteten Überprüfung der Grenzen einen separaten Wahlkreis für die Kipsigis vor. Andere Anführer sprachen sich jedoch gegen diesen Vorschlag aus und erklärten, die Maasai-Führung sei im Narok County vorrangig.

#### Sichtweise beider Seiten
Kipsigis sagten, ihre Eltern hätten das Land in Narok durch Verkauf oder Tausch von Vieh gegen Land von Maasai erworben: „Unsere Väter haben dieses Land mit Bargeld gekauft, während andere den Massai Kühe im Tausch gegen Land gegeben haben ... nichts war umsonst“, sagte beispielsweise Geoffrey Sang.
Maasai sagen, dass sie sowohl ihr Mutterland als auch ihre politische Macht verlieren werden, wenn sie die Kipsigis weiterhin in ihrer Region tolerieren. Die Bevölkerung der Kipsigis nimmt rapide zu, vor allem im südlichen Bereich des Narok County. Anführer der Maasai forderten ihr Volk dringend auf, kein Land mehr an Nicht-Maasai zu verkaufen.

### Kipsigis-AbaGusii-Konflikt
Die Kisii, auch AbaGusii genannt, sind ein Bantuvolk, das die zwei Countys Kisii und Nyamira bewohnt. Auch in den Grenzgemeinden zwischen Kipsigis und AbaGusii gibt es Konflikte. Gründe liegen nicht nur in der Aufteilung von Ressourcen, sondern auch in Erscheinungsformen der Mehrparteiendemokratie in Kenia.

### Aktuelle Friedensbemühungen
Auch grenzüberschreitender Viehdiebstahl zwischen AbaGusii, Kipsigis, Maasai und Luo spielt immer wieder eine Rolle, der von Beschäftigungslosigkeit der Jugendlichen und Aufhetzung durch manche Anführer angeheizt wird. Im Jahr 2020 kam es zu einem moderierten Treffen zwischen Vertretern dieser vier Ethnien und zu einer Brückenbau-Initiative.